# کشتی تغییر کاربری داده اجوتانت
کشتی تغییر کاربری داده اجتنت (به انگلیسی: German auxiliary raider Adjutant) یک کشتی بود که طول آن ۴۲٫۸ متر (۱۴۰ فوت ۵ اینچ) بود. این کشتی در سال ۱۹۳۷ ساخته شد.